# Список гравців олімпійської збірної СРСР з футболу
Це список футболістів, які виходили на поле в офіційних іграх олімпійської збірної СРСР і ці матчі не входять до реєстру національної команди. Команда була створена після заборони брати участь у відбірковому турнірі на Олімпіаду-1960 учасникам чемпіонату світу. Олімпійська збірна виступала в семи відбіркових турнірах (1960, 1964, 1972, 1976, 1984, 1988, 1992) і двох Олімпіадах (1980 і 1988). Не йдуть в залік ігри на Олімпіадах, коли на ній виступала перша збірна. Всього в 53 іграх олімпійської збірної її кольори захищали 194 спортсмена з 25 клубів.

## Список гравців

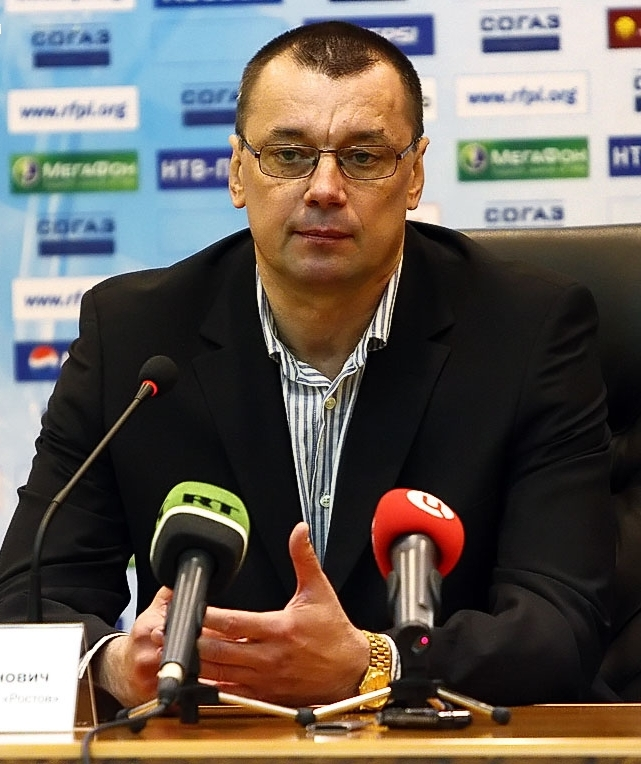
Олімпійський чемпіон 1988 року Володимир Лютий (2011)
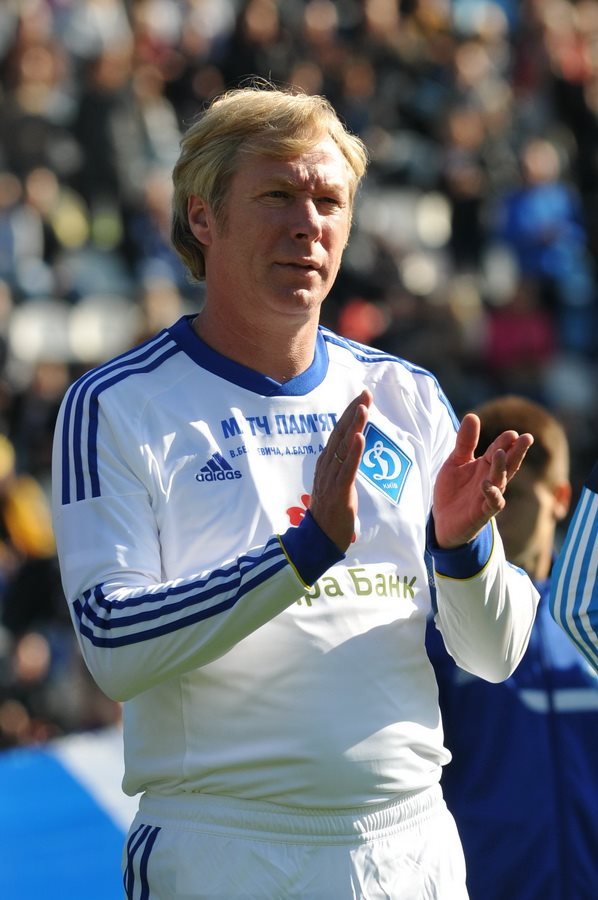
Олімпійський чемпіон 1988 року Олексій Михайличенко (2014)

| №   | Гравці                               | Ігри | Голи | Позиція     | Час виступів | Команди                   | Примітки                |
| --- | ------------------------------------ | ---- | ---- | ----------- | ------------ | ------------------------- | ----------------------- |
| 1   | Абрамов Микола Іванович              | 1    | 0    | захисник    | 1971         | «Спартак»                 | [ 1 ]                   |
| 2   | Авруцький Юрій Пантелійович          | 2    | 0    | нападник    | 1971         | «Динамо» М                | [ 2 ]                   |
| 3   | Алейніков Сергій Євгенович           | 4    | 1    | півзахисник | 1983—1984    | «Динамо» Мн               | [ 3 ]                   |
| 4   | Андріасян Аркадій Георгійович        | 5    | 3    | півзахисник | 1971         | «Арарат»                  | [ 4 ]                   |
| 5   | Андрєєв Сергій Васильович            | 6    | 5    | нападник    | 1980         | СКА Р/Д                   | [ 5 ] [ 6 ]             |
| 6   | Анічкін Віктор Іванович              | 1    | 0    | захисник    | 1964         | «Динамо» М                | [ 7 ]                   |
| 7   | Астаповський Володимир Олександрович | 1    | 0    | воротар     | 1975         | ЦСКА                      | [ 8 ]                   |
| 8   | Афанасьєв Аркадій Георгійович        | 1    | 0    | півзахисник | 1986         | «Зеніт»                   | [ 9 ]                   |
| 9   | Багрич Дмитро Миколайович            | 4    | 0    | захисник    | 1959         | ЦСКА                      | [ 10 ]                  |
| 10  | Балтача Сергій Павлович              | 2    | 0    | захисник    | 1980         | «Динамо» К                | [ 11 ] [ 12 ] [ 13 ]    |
| 11  | Баранаускас Стасіс Адамович          | 2    | 2    | півзахисник | 1987—1988    | «Жальгіріс»               | [ 14 ]                  |
| 12  | Батанов Борис Олексійович            | 2    | 0    | нападник    | 1959         | «Зеніт»                   | [ 15 ]                  |
| 13  | Беженар Сергій Миколайович           | 6    | 1    | захисник    | 1990—1991    | «Дніпро»                  | [ 16 ] [ 17 ]           |
| 14  | Безсонов Володимир Васильович        | 6    | 1    | півзахисник | 1980         | «Динамо» К                | [ 18 ] [ 19 ]           |
| 15  | Белялов Мустафа Османович            | 2    | 0    | захисник    | 1983         | «Пахтакор»                | [ 20 ]                  |
| 16  | Бенько Олег Іванович                 | 2    | 0    | захисник    | 1990—1991    | «Дніпро»                  | [ 21 ]                  |
| 17  | Бєланов Ігор Іванович                | 2    | 0    | нападник    | 1983         | «Чорноморець»             | [ 22 ] [ 23 ] [ 24 ]    |
| 18  | Біба Андрій Андрійович               | 4    | 2    | півзахисник | 1963—1964    | «Динамо» К                | [ 25 ] [ 26 ] [ 27 ]    |
| 19  | Блохін Олег Володимирович            | 1    | 2    | нападник    | 1972         | «Динамо» К                | [ 28 ] [ 29 ] [ 30 ]    |
| 20  | Бондаренко Сергій Миколайович        | 4    | 0    | півзахисник | 1971         | «Арарат»                  | [ 31 ]                  |
| 21  | Бородюк Олександр Генріхович         | 6    | 1    | нападник    | 1987—1988    | «Динамо» М                | [ 32 ]                  |
| 22  | Брошин Валерій Вікторович            | 2    | 0    | півзахисник | 1987         | ЦСКА                      | [ 33 ]                  |
| 23  | Булавін В'ячеслав Іванович           | 2    | 0    | захисник    | 1971         | «Зеніт»                   | [ 34 ]                  |
| 24  | Булгаков Михайло Юрійович            | 2    | 1    | півзахисник | 1975         | «Спартак»                 | [ 35 ]                  |
| 25  | Бурчалкін Лев Дмитрович              | 2    | 0    | нападник    | 1964         | «Зеніт»                   | [ 36 ]                  |
| 26  | Буряк Леонід Йосипович               | 4    | 2    | півзахисник | 1972—1975    | «Чорноморець», «Динамо» К | [ 37 ] [ 38 ] [ 39 ]    |
| 27  | Васильєв Анатолій Олександрович      | 1    | 0    | нападник    | 1971         | «Динамо» Мн               | [ 40 ]                  |
| 28  | Веденєєв Сергій Геннадійович         | 1    | 0    | захисник    | 1983         | «Зеніт»                   | [ 41 ]                  |
| 29  | Веремєєв Володимир Григорович        | 4    | 0    | півзахисник | 1971—1972    | «Динамо» К                | [ 42 ] [ 43 ] [ 44 ]    |
| 30  | Воробйов Олександр Вікторович        | 1    | 0    | нападник    | 1987         | СКА Р/Д                   | [ 45 ]                  |
| 31  | Ворошилов Віктор Федорович           | 1    | 0    | нападник    | 1959         | «Локомотив» М             | [ 46 ]                  |
| 32  | Гаврилов Юрій Васильович             | 5    | 3    | півзахисник | 1980         | «Спартак»                 | [ 47 ]                  |
| 33  | Газзаєв Валерій Георгійович          | 11   | 2    | нападник    | 1980—1983    | «Динамо» М                | [ 48 ]                  |
| 34  | Гладілін Валерій Павлович            | 3    | 0    | півзахисник | 1980         | «Спартак»                 | [ 49 ]                  |
| 35  | Глотов Володимир Степанович          | 2    | 0    | захисник    | 1964         | «Динамо» М                | [ 50 ]                  |
| 36  | Гогоберідзе Автанділ Миколайович     | 1    | 0    | нападник    | 1959         | «Динамо» Тб               | [ 51 ]                  |
| 37  | Голубєв Володимир Євгенович          | 1    | 0    | захисник    | 1972         | «Зеніт»                   | [ 52 ]                  |
| 38  | Гончаров Володимир Миколайович       | 1    | 0    | нападник    | 1971         | «Зеніт»                   | [ 53 ]                  |
| 39  | Горлукович Сергій Вадимович          | 9    | 0    | захисник    | 1988         | «Локомотив» М             | [ 54 ]                  |
| 40  | Гоцманов Сергій Анатолійович         | 6    | 0    | півзахисник | 1983—1984    | «Динамо» Мн               | [ 55 ]                  |
| 41  | Грачов Віктор Олександрович          | 6    | 1    | нападник    | 1983—1984    | «Шахтар»                  | [ 56 ] [ 57 ]           |
| 42  | Грещак Богдан Михайлович             | 3    | 1    | нападник    | 1971         | «Карпати»                 | [ 58 ] [ 59 ]           |
| 43  | Гуринович Ігор Миколайович           | 1    | 0    | нападник    | 1983         | «Динамо» Мн               | [ 60 ]                  |
| 44  | Гуцаєв Володимир Гаврилович          | 1    | 0    | нападник    | 1972         | «Динамо» Тб               | [ 61 ]                  |
| 45  | Дасаєв Рінат Файзрахманович          | 6    | -3   | воротар     | 1980         | «Спартак»                 | [ 62 ]                  |
| 46  | Дмитрієв Сергій Ігорович             | 1    | 0    | нападник    | 1986         | «Зеніт»                   | [ 63 ]                  |
| 47  | Добровольський Ігор Іванович         | 14   | 8    | півзахисник | 1986—1988    | «Динамо» М                | [ 64 ]                  |
| 48  | Доценко Сергій Олександрович         | 1    | 0    | захисник    | 1971         | «Динамо» К                | [ 65 ]                  |
| 49  | Єрмолаєв Михайло Іванович            | 3    | 0    | нападник    | 1959         | ЦСКА                      | [ 66 ]                  |
| 50  | Желудков Юрій Володимирович          | 1    | 0    | нападник    | 1983         | «Зеніт»                   | [ 67 ]                  |
| 51  | Жупіков Василь Михайлович            | 4    | 0    | захисник    | 1983         | «Торпедо» М               | [ 68 ]                  |
| 52  | Завідонов Станіслав Петрович         | 3    | 0    | півзахисник | 1959         | «Зеніт»                   | [ 69 ]                  |
| 53  | Зайцев Ігор Іванович                 | 1    | 0    | нападник    | 1959         | «Локомотив» М             | [ 70 ]                  |
| 54  | Заєць Сергій Анатолійович            | 2    | 0    | захисник    | 1991         | «Динамо» К                | [ 71 ] [ 17 ]           |
| 55  | Заназанян Оганес Арутюнович          | 6    | 3    | півзахисник | 1971—1972    | «Арарат»                  | [ 72 ]                  |
| 56  | Звягінцев Віктор Олександрович       | 5    | 0    | захисник    | 1972—1975    | ЦСКА, «Шахтар»            | [ 73 ] [ 57 ]           |
| 57  | Зигмантович Андрій Вікентійович      | 1    | 0    | півзахисник | 1984         | «Динамо» Мн               | [ 74 ]                  |
| 58  | Зиков Валерій Борисович              | 2    | 0    | захисник    | 1971         | «Динамо» М                | [ 75 ]                  |
| 59  | Іванаускас Вальдас Вацлавич          | 3    | 0    | півзахисник | 1988         | «Жальгіріс»               | [ 76 ]                  |
| 60  | Іванов Вадим Геннадійович            | 2    | 0    | захисник    | 1971         | «Спартак»                 | [ 77 ]                  |
| 61  | Іштоян Левон Арутюнович              | 1    | 1    | нападник    | 1971         | «Арарат»                  | [ 78 ]                  |
| 62  | Казаков Борис Олександрович          | 2    | 3    | нападник    | 1963         | «Крила Рад» Кб            | [ 79 ]                  |
| 63  | Калоєв Заур Григорович               | 3    | 0    | нападник    | 1959         | «Динамо» Тб               | [ 80 ]                  |
| 64  | Каплун Віктор Григорович             | 1    | 0    | захисник    | 1983         | «Металіст»                | [ 81 ]                  |
| 65  | Касимов Мірджалол Кушакович          | 3    | 0    | півзахисник | 1990—1991    | «Пахтакор»                | [ 82 ]                  |
| 66  | Каспаравічюс Вальдас Вінцович        | 1    | 0    | захисник    | 1984         | «Жальгіріс»               | [ 83 ]                  |
| 67  | Керопян Олександр Оганесович         | 1    | 0    | захисник    | 1983         | «Арарат»                  | [ 84 ]                  |
| 68  | Кеташвілі Гела Георгійович           | 11   | 0    | захисник    | 1986—1988    | «Динамо» Тб               | [ 85 ]                  |
| 69  | Кир'яков Сергій В'ячеславович        | 5    | 0    | нападник    | 1990—1991    | «Динамо» М                | [ 86 ]                  |
| 70  | Кіпіані Давид Давидович              | 2    | 2    | нападник    | 1975         | «Динамо» Тб               | [ 87 ]                  |
| 71  | Клементьєв Володимир Олексійович     | 2    | 1    | півзахисник | 1983         | «Зеніт»                   | [ 88 ]                  |
| 72  | Ковальов Юрій Федорович              | 3    | 0    | півзахисник | 1959         | «Локомотив» М             | [ 89 ]                  |
| 73  | Козинкевич Едвард Теодорович         | 4    | 3    | нападник    | 1971         | «Карпати»                 | [ 90 ] [ 59 ]           |
| 74  | Копаєв Олег Павлович                 | 1    | 1    | нападник    | 1964         | СКА Р/Д                   | [ 91 ]                  |
| 75  | Копєйкін Борис Аркадійович           | 2    | 1    | нападник    | 1971         | ЦСКА                      | [ 92 ]                  |
| 76  | Корнєєв Олексій Олександрович        | 3    | 0    | захисник    | 1964         | «Спартак»                 | [ 93 ]                  |
| 77  | Короленков Валерій Іванович          | 2    | 1    | півзахисник | 1959         | «Динамо» М                | [ 94 ]                  |
| 78  | Котрікадзе Сергій Парменович         | 2    | 0    | воротар     | 1963         | «Динамо» Тб               | [ 95 ]                  |
| 79  | Кошелюк Олег Борисович               | 1    | 0    | півзахисник | 1991         | «Чорноморець»             | [ 96 ]                  |
| 80  | Крутиков Анатолій Федорович          | 2    | 0    | захисник    | 1959—1964    | «Спартак»                 | [ 97 ]                  |
| 81  | Кудасов Лев Федорович                | 1    | 0    | воротар     | 1971         | СКА Р/Д                   | [ 98 ]                  |
| 82  | Кузнецов Віктор Михайлович           | 2    | 0    | півзахисник | 1983         | «Дніпро»                  | [ 99 ] [ 100 ]          |
| 83  | Кузнецов Дмитро Вікторович           | 1    | 0    | півзахисник | 1987         | ЦСКА                      | [ 101 ]                 |
| 84  | Кузнецов Євген Борисович             | 14   | 2    | півзахисник | 1983—1988    | «Спартак»                 | [ 102 ]                 |
| 85  | Ларіонов Микола Євгенович            | 1    | 1    | захисник    | 1983         | «Зеніт»                   | [ 103 ]                 |
| 86  | Линяєв Микола Андрійович             | 3    | 0    | півзахисник | 1959         | ЦСКА                      | [ 104 ]                 |
| 87  | Лисіцин Володимир Федорович          | 1    | -4   | воротар     | 1964         | «Спартак»                 | [ 105 ]                 |
| 88  | Литовченко Геннадій Володимирович    | 2    | 0    | півзахисник | 1983—1984    | «Дніпро»                  | [ 106 ] [ 107 ]         |
| 89  | Лобановський Валерій Васильович      | 2    | 0    | нападник    | 1963         | «Динамо» К                | [ 108 ] [ 109 ]         |
| 90  | Ловчев Євген Серафимович             | 6    | 0    | захисник    | 1975         | «Спартак»                 | [ 110 ]                 |
| 91  | Логофет Геннадій Олегович            | 1    | 0    | захисник    | 1964         | «Спартак»                 | [ 111 ]                 |
| 92  | Лосєв Віктор Васильович              | 12   | 0    | захисник    | 1987—1988    | «Динамо» М                | [ 112 ]                 |
| 93  | Лютий Володимир Іванович             | 12   | 3    | нападник    | 1986—1988    | «Дніпро»                  | [ 113 ] [ 114 ]         |
| 94  | Максименков Олександр Іванович       | 6    | 0    | півзахисник | 1975         | «Торпедо» М               | [ 115 ]                 |
| 95  | Малофєєв Едуард Васильович           | 1    | 0    | нападник    | 1964         | «Динамо» Мн               | [ 116 ]                 |
| 96  | Мамчур Сергій Миколайович            | 1    | 0    | захисник    | 1991         | «Дніпро»                  | [ 117 ] [ 118 ]         |
| 97  | Мандреко Сергій Володимирович        | 2    | 0    | півзахисник | 1991         | «Памір»                   | [ 119 ]                 |
| 98  | Маслов Валерій Павлович              | 3    | 0    | півзахисник | 1963—1964    | «Динамо» М                | [ 120 ]                 |
| 99  | Матвєєв Геннадій Михайлович          | 2    | 3    | нападник    | 1963         | СКА Р/Д                   | [ 121 ]                 |
| 100 | Матвієнко Віктор Антонович           | 2    | 0    | захисник    | 1971         | «Динамо» К                | [ 122 ] [ 123 ] [ 124 ] |
| 101 | Мачаїдзе Манучар Доментійович        | 4    | 1    | півзахисник | 1971—1975    | «Динамо» Тб               | [ 125 ]                 |
| 102 | Мельников В'ячеслав Михайлович       | 3    | 0    | півзахисник | 1983         | «Зеніт»                   | [ 126 ]                 |
| 103 | Месропян Норайр Апетнакович          | 3    | 0    | захисник    | 1971         | «Арарат»                  | [ 127 ]                 |
| 104 | Метревелі Слава Калістратович        | 4    | 1    | нападник    | 1959         | «Торпедо» М               | [ 128 ]                 |
| 105 | Михайличенко Олексій Олександрович   | 14   | 7    | півзахисник | 1986—1988    | «Динамо» К                | [ 129 ] [ 130 ]         |
| 106 | Мілешкін Євген Юрійович              | 3    | 0    | півзахисник | 1983         | «Спартак»                 | [ 131 ]                 |
| 107 | Мінаєв Олександр Олексійович         | 6    | 4    | півзахисник | 1975         | «Спартак»                 | [ 132 ]                 |
| 108 | Міріков Хасан Савелійович            | 1    | 0    | півзахисник | 1972         | «Нефтчі»                  | [ 133 ]                 |
| 109 | Моргунов Іван Якович                 | 1    | 0    | нападник    | 1959         | «Локомотив» М             | [ 134 ]                 |
| 110 | Мороз Юрій Леонтійович               | 1    | 0    | захисник    | 1991         | «Динамо» К                | [ 135 ] [ 17 ]          |
| 111 | Морозов Олег Дмитрович               | 1    | 0    | захисник    | 1986         | «Чорноморець»             | [ 136 ]                 |
| 112 | Мудрик Едуард Миколайович            | 4    | 0    | захисник    | 1963—1964    | «Динамо» М                | [ 137 ]                 |
| 113 | Мущинка Анатолій Михайлович          | 1    | 0    | півзахисник | 1991         | «Карпати»                 | [ 138 ] [ 139 ]         |
| 114 | Нарбековас Армінас Андрійович        | 7    | 2    | нападник    | 1987—1988    | «Жальгіріс»               | [ 140 ]                 |
| 115 | Ніконов Вадим Станіславович          | 1    | 0    | нападник    | 1975         | «Торпедо» М               | [ 141 ]                 |
| 116 | Нікулін Сергій Миколайович           | 2    | 0    | захисник    | 1975—1980    | «Динамо» М                | [ 142 ]                 |
| 117 | Новіков Валерій Іванович             | 1    | -1   | воротар     | 1984         | ЦСКА                      | [ 143 ]                 |
| 118 | Нодія Гіві Георгійович               | 1    | 0    | нападник    | 1972         | «Динамо» Тб               | [ 144 ]                 |
| 119 | Оганесян Хорен Георгійович           | 3    | 2    | півзахисник | 1980         | «Арарат»                  | [ 145 ]                 |
| 120 | Олійник Володимир Васильович         | 2    | -1   | воротар     | 1971—1972    | «Спартак» Орд             | [ 146 ]                 |
| 121 | Ольшанський Сергій Петрович          | 2    | 0    | захисник    | 1975         | «Спартак»                 | [ 147 ]                 |
| 122 | Онопко Віктор Савелійович            | 3    | 1    | захисник    | 1990—1991    | «Шахтар»                  | [ 148 ]                 |
| 123 | Осянін Микола Вікторович             | 5    | 0    | нападник    | 1975         | «Спартак»                 | [ 149 ]                 |
| 124 | Панчик Валерій Станіславович         | 1    | 0    | захисник    | 1986         | «Нефтчі»                  | [ 150 ]                 |
| 125 | Папаєв Віктор Євгенович              | 1    | 0    | півзахисник | 1975         | «Спартак»                 | [ 151 ]                 |
| 126 | Пільгуй Володимир Михайлович         | 4    | -1   | воротар     | 1971—1980    | «Динамо» М                | [ 152 ] [ 153 ]         |
| 127 | Поздняков Борис Олександрович        | 3    | 0    | захисник    | 1983—1984    | «Спартак»                 | [ 154 ]                 |
| 128 | Пономарьов Володимир Олексійович     | 3    | 0    | захисник    | 1963—1964    | ЦСКА                      | [ 155 ]                 |
| 129 | Пономарьов Ігор Анатолійович         | 1    | 0    | захисник    | 1988         | «Нефтчі»                  | [ 156 ]                 |
| 130 | Попович Валерій Олександрович        | 2    | 0    | нападник    | 1991         | «Спартак»                 | [ 157 ]                 |
| 131 | Поточняк Ростислав Мирославович      | 1    | 0    | захисник    | 1972         | «Карпати»                 | [ 158 ] [ 59 ]          |
| 132 | Прокопенко Олександр Тимофійович     | 2    | 0    | півзахисник | 1980         | «Динамо» Мн               | [ 159 ]                 |
| 133 | Прохоров Олександр Володимирович     | 6    | -3   | воротар     | 1971—1975    | «Спартак»                 | [ 160 ]                 |
| 134 | Пудишев Юрій Олексійович             | 1    | 0    | півзахисник | 1984         | «Динамо» Мн               | [ 161 ]                 |
| 135 | Радченко Дмитро Леонідович           | 6    | 1    | нападник    | 1990—1991    | «Зеніт», «Спартак»        | [ 162 ]                 |
| 136 | Разинський Борис Давидович           | 4    | -2   | воротар     | 1959         | ЦСКА                      | [ 163 ]                 |
| 137 | Решко Стефан Михайлович              | 3    | 0    | захисник    | 1971         | «Динамо» К                | [ 164 ] [ 165 ]         |
| 138 | Романцев Олег Іванович               | 6    | 1    | захисник    | 1980         | «Спартак»                 | [ 166 ]                 |
| 139 | Савичев Микола Миколайович           | 1    | 0    | півзахисник | 1987         | «Торпедо» М               | [ 167 ]                 |
| 140 | Савичев Юрій Миколайович             | 9    | 2    | нападник    | 1986—1988    | «Торпедо» М               | [ 168 ]                 |
| 141 | Саленко Олег Анатолійович            | 3    | 0    | нападник    | 1990—1991    | «Динамо» К                | [ 169 ] [ 17 ]          |
| 142 | Саух Юрій Васильович                 | 1    | 0    | захисник    | 1975         | СКА Р/Д                   | [ 170 ]                 |
| 143 | Сахаров Володимир Миколайович        | 3    | 3    | півзахисник | 1975         | «Торпедо» М               | [ 171 ]                 |
| 144 | Севідов Юрій Олександрович           | 3    | 1    | нападник    | 1964         | «Спартак»                 | [ 172 ]                 |
| 145 | Сергеєв Олег Сергійович              | 1    | 0    | нападник    | 1964         | «Торпедо» М               | [ 173 ] [ 174 ]         |
| 146 | Серебряніков Віктор Петрович         | 5    | 4    | півзахисник | 1963—1964    | «Динамо» К                | [ 175 ] [ 176 ] [ 177 ] |
| 147 | Сєростанов Борис Степанович          | 1    | 0    | захисник    | 1972         | СКА Р/Д                   | [ 178 ]                 |
| 148 | Сімутенков Ігор Віталійович          | 2    | 0    | нападник    | 1991         | «Динамо» М                | [ 179 ]                 |
| 149 | Скляров Ігор Євгенович               | 9    | 0    | захисник    | 1987—1988    | «Динамо» М                | [ 180 ]                 |
| 150 | Соколов Віктор Захарович             | 1    | 0    | нападник    | 1959         | «Локомотив» М             | [ 181 ]                 |
| 151 | Соколов Олександр Олександрович      | 1    | 0    | півзахисник | 1959         | «Динамо» М                | [ 182 ]                 |
| 152 | Солдатов Анатолій Васильович         | 3    | 0    | захисник    | 1959         | «Спартак»                 | [ 183 ]                 |
| 153 | Сорокалет Олександр Іванович         | 2    | 0    | захисник    | 1983         | «Динамо» К                | [ 184 ] [ 153 ] [ 6 ]   |
| 154 | Соснихін Вадим Олександрович         | 3    | 0    | захисник    | 1971         | «Динамо» К                | [ 185 ] [ 186 ]         |
| 155 | Стауче Гінтарас Міндаугович          | 5    | -2   | воротар     | 1991         | «Спартак»                 | [ 187 ]                 |
| 156 | Стукашов Сергій Вікторович           | 1    | 0    | нападник    | 1984         | «Кайрат»                  | [ 188 ]                 |
| 157 | Сулаквелідзе Тенгіз Григорович       | 6    | 0    | захисник    | 1980         | «Динамо» Тб               | [ 189 ]                 |
| 158 | Татарчук Володимир Йосипович         | 10   | 0    | півзахисник | 1987—1988    | ЦСКА                      | [ 190 ]                 |
| 159 | Тедеєв Бахва Отарович                | 3    | 0    | півзахисник | 1990—1991    | «Спартак» Орд             | [ 191 ]                 |
| 160 | Тетрадзе Омарі Михайлович            | 5    | 0    | півзахисник | 1991         | «Динамо» М                | [ 192 ]                 |
| 161 | Тишков Юрій Іванович                 | 4    | 1    | нападник    | 1990—1991    | «Торпедо» М               | [ 193 ]                 |
| 162 | Тищенко Вадим Миколайович            | 4    | 0    | півзахисник | 1987         | «Дніпро»                  | [ 194 ] [ 153 ]         |
| 163 | Ткаченко Олександр Миколайович       | 1    | 0    | воротар     | 1971         | «Зоря»                    | [ 195 ] [ 196 ]         |
| 164 | Трошкін Володимир Миколайович        | 9    | 1    | захисник    | 1971—1975    | «Динамо» К                | [ 197 ] [ 198 ]         |
| 165 | Урін Валерій Григорович              | 2    | 1    | нападник    | 1959         | «Динамо» М                | [ 199 ]                 |
| 166 | Урушадзе Рамаз Павлович              | 2    | -2   | воротар     | 1964         | «Торпедо» Кт              | [ 200 ]                 |
| 167 | Уткін Валентин Миколайович           | 4    | 0    | захисник    | 1975         | ЦСКА                      | [ 201 ]                 |
| 168 | Фадєєв Валерій Володимирович         | 1    | 0    | нападник    | 1964         | «Динамо» М                | [ 202 ]                 |
| 169 | Федоров Володимир Іванович           | 3    | 1    | нападник    | 1975         | «Пахтакор»                | [ 203 ]                 |
| 170 | Філатов Валерій Миколайович          | 2    | 0    | півзахисник | 1975         | «Торпедо» М               | [ 204 ]                 |
| 171 | Фокін Сергій Олександрович           | 4    | 0    | захисник    | 1987—1988    | ЦСКА                      | [ 205 ]                 |
| 172 | Хадзіпанагіс Васіліс Киріакос        | 4    | 1    | нападник    | 1975         | «Пахтакор»                | [ 206 ]                 |
| 173 | Харін Дмитро Вікторович              | 14   | -8   | воротар     | 1986—1988    | «Торпедо» М, «Динамо» М   | [ 207 ]                 |
| 174 | Хідіятуллін Вагіз Назірович          | 6    | 2    | півзахисник | 1980         | «Спартак»                 | [ 208 ]                 |
| 175 | Хлестов Дмитро Олексійович           | 3    | 0    | захисник    | 1991         | «Спартак»                 | [ 209 ]                 |
| 176 | Худієв Микола Урузмагович            | 2    | 0    | захисник    | 1971         | «Спартак» Орд             | [ 210 ]                 |
| 177 | Хурцилава Муртаз Калістратович       | 3    | 0    | захисник    | 1963—1964    | «Динамо» Тб               | [ 211 ]                 |
| 178 | Царьов В'ячеслав В'ячеславович       | 3    | 0    | захисник    | 1991         | «Динамо» М                | [ 212 ]                 |
| 179 | Чанов В'ячеслав Вікторович           | 5    | -3   | воротар     | 1983         | «Торпедо» М               | [ 213 ]                 |
| 180 | Челебадзе Реваз Володимирович        | 2    | 0    | нападник    | 1980         | «Динамо» Тб               | [ 214 ]                 |
| 181 | Чередник Олексій Валентинович        | 8    | 0    | захисник    | 1987—1988    | «Дніпро»                  | [ 215 ] [ 100 ]         |
| 182 | Черенков Федір Федорович             | 10   | 6    | півзахисник | 1980—1983    | «Спартак»                 | [ 216 ]                 |
| 183 | Чивадзе Олександр Габріелович        | 6    | 0    | захисник    | 1980         | «Динамо» Тб               | [ 217 ]                 |
| 184 | Чугайнов Ігор Валерійович            | 1    | 0    | захисник    | 1990         | «Локомотив» М             | [ 218 ]                 |
| 185 | Шавло Сергій Дмитрович               | 5    | 1    | півзахисник | 1980         | «Спартак»                 | [ 219 ]                 |
| 186 | Шалімов Геннадій Іванович            | 2    | 1    | нападник    | 1971         | «Торпедо» М               | [ 220 ]                 |
| 187 | Шестерньов Альберт Олексійович       | 5    | 0    | захисник    | 1963—1964    | ЦСКА                      | [ 221 ]                 |
| 188 | Шишкін Віктор Максимович             | 4    | 0    | захисник    | 1983—1984    | «Динамо» Мн               | [ 222 ]                 |
| 189 | Шустиков Сергій Вікторович           | 2    | 1    | захисник    | 1991         | «Торпедо» М               | [ 223 ]                 |
| 190 | Щербаков Сергій Геннадійович         | 3    | 1    | нападник    | 1991         | «Шахтар»                  | [ 224 ] [ 225 ] [ 226 ] |
| 191 | Яманідзе Шота Давидович              | 1    | 0    | півзахисник | 1959         | «Динамо» Тб               | [ 227 ]                 |
| 192 | Яноніс Арвідас Олександрович         | 2    | 0    | захисник    | 1986—1988    | «Жальгіріс»               | [ 228 ]                 |
| 193 | Янушевський Віктор Францович         | 4    | 0    | захисник    | 1983—1984    | «Динамо» Мн               | [ 229 ]                 |
| 194 | Яровенко Євген Вікторович            | 9    | 0    | захисник    | 1987—1988    | «Кайрат»                  | [ 230 ] [ 153 ]         |